# Acción del 24 de junio de 1801
La acción del 24 de junio de 1801 fue un enfrentamiento naval menor que se produjo en el marco de las guerras revolucionarias francesas. 
El navío de línea HMS Swiftsure, comandado por el capitán Benjamin Hallowell, que estaba navegando hacia el oeste a través del Mediterráneo meridional, se encontraba cerca de Derna cuando se topó con una escuadra francesa dirigida por el contraalmirante Honoré Ganteaume, mucho mayor en lo que respecta a tamaño, y que también estaba regresando hacia el oeste tras fracasar en el intento de reabastecer a la guarnición francesa atrapada en Egipto. A pesar de que Hallowell se percató de inmediato de que su buque estaba en peligro y viró para tratar de escapar, los navíos franceses eran mucho más rápidos y consiguieron acercarse velozmente al suyo. 
A las dos de la tarde, las tres naves francesas ya se habían situado a la distancia óptima para abrir fuego, por lo que Hallowell decidió que su única opción para escapar consistía en tratar de inhabilitar los tres buques rivales antes de que el resto de la escuadra se uniera al combate. No obstante, tras virar hacia su enemigo, Hallowell se percató de que su gran barco no era lo suficientemente veloz como para poder hacer frente a las maniobras de los franceses. Dos horas después, el capitán británico y su tripulación estaban rodeados. A la vista de que la escapada era ya imposible, decidió rendirse.
La acción fue una aislada victoria para los franceses en el Mediterráneo, que se encontraba bajo control británico desde que la Marina Real destruyese la flota mediterránea francesa en la batalla del Nilo, acontecida en 1798. Esta había dejado al ejército francés de Oriente atrapado en Egipto y todos los esfuerzos para enviar provisiones y fuerzas —incluyendo tres expediciones llevadas a cabo por la escuadra de Ganteaume— habían resultado infructuosos. Más tarde, el Swiftsure fue puesto en servicio nuevamente por la Marina nacional francesa y tomó parte en la batalla de Trafalgar de 1805, en la cual fue capturado por los británicos y, consecuentemente, volvió a la Marina Real. Asimismo, Hallowell tuvo que someterse a una corte marcial por la pérdida de su buque, pero fue absuelto de cualquier cargo y regresó al servicio naval.

## Contexto histórico
El 1 de agosto de 1798, durante la batalla del Nilo, una flota británica dirigida por el contraalmirante sir Horatio Nelson destruyó la flota francesa mediterránea en la bahía de Abukir, situada en la costa de Egipto. El combate dio un vuelco a la situación estratégica en el mar Mediterráneo: las fuerzas británicas se habían visto obligadas a abandonar la zona en 1796, después de que la firma del Tratado de San Ildefonso hubiese llevado a España a entrar en la guerra en el bando de Francia, pero ahora podía regresar. El Armée d'Orient francés, comandado por el general Napoleón Bonaparte, quedó atrapado en Egipto como consecuencia de la intercepción por parte de los británicos de las líneas de comunicación marítima francesas. Dado que le era imposible regresar a Europa a través del mar, el ejército trató de llegar allí por tierra, atravesando Palestina. Sin embargo, el intento fue un fracaso y Bonaparte abandonó al ejército y regresó a Francia en noviembre de 1799, junto con sus consejeros de mayor confianza y a bordo de las fragatas Muiron y Carrère, tras prometer que enviaría refuerzos a las fuerzas que se habían quedado en el norte de África.
En 1801, el ejército francés de Egipto estaba al borde del colapso. La llegada de provisiones o ayuda desde Francia era imposible, el comandante Jean Baptiste Kléber había sido asesinado y la invasión británica era inminente. Frustrado por su imposibilidad de asistir a sus hombres en Egipto, Bonaparte ordenó a una escuadra de navíos de línea dirigida por el contraalmirante Honoré Ganteaume partir desde Brest en enero de 1801. A la escuadra le fue encomendada la misión de partir hacia el Mediterráneo oriental y llevar cinco mil tropas a Alejandría. En febrero, las fuerzas de Ganteume arribaron a Tolón. Llegado ese momento, el almirante era consciente de que sus barcos se verían superados en número por la fuerza expedicionaria británica que estaba en proceso de formación más hacia el este. Bonaparte le envió de vuelta al mar a completar la operación, pero Ganteaume regresó de nuevo, empujado por el mal tiempo y por una escuadra británica al mando del contraalmirante sir John Borlase Warren que patrullaba las costas de Sicilia. El 27 de abril, Ganteaume llevó a cabo un tercer intento de llegar a Egipto, pero tan solo consiguió llegar a Bengasi, donde se vio obligado a retroceder hacia el oeste por la presión ejercida por parte de las fuerzas británicas dirigidas por el almirante lord Keith, que superaban a las francesas en número. El 24 de junio, los buques de Ganteaume se encontraban en retirada en la costa norteafricana, cerca de Derna.
En la región también se encontraba el HMS Swiftsure, un navío británico equipado con 74 cañones y comandado por el capitán Benjamin Hallowell, que había participado en la batalla del Nilo librada tres años antes. El Swiftsure estaba bordeando la costa norteafricana a poca velocidad después de haberse separado de la flota de Keith para unirse a la escuadra de Warren en Malta. Además, escoltaba a un pequeño convoy. En lo que respecta a la tripulación, el navío de Hallowell se encontraba bajo mínimos, ya que ochenta hombres habían tenido que quedarse de servicio en las aguas egipcias, mientras que otros 59 no se encontraban aptos para cumplir con sus funciones. Por otra parte, el buque se encontraba en mal estado y tenía varias fugas. El progreso por el mar había sido lento y, además, el viento del noreste había retrasado a la nave de Hallowell. Cuando se enteró, gracias a un barco que transitaba por allí, de que una escuadra francesa se encontraba en la región, ordenó al convoy que se separara y navegara hasta Malta, mientras que él trataría de unirse a Warren para advertirle del regreso de Ganteaume. A las 3:30 del 24 de junio, sus miradores avistaron movimiento en el suroeste. Hallowell supuso inmediatamente que los distantes navíos eran enemigos, por lo que cambió de rumbo, lo que significó que ahora tenía que navegar contra viento. A las 5:30, los miradores de los navíos franceses más cercanos, los barcos de línea Jean Bart y Constitution, también habían detectado la presencia del buque británico y se habían emitido órdenes de perseguirlo.

## Batalla
Los barcos franceses siguieron al Swiftsure en dirección contraria al viento, lo que complicó la persecución. El Jean Bart y el Constitution mantuvieron la presión sobre el lento navío británico, mientras que el resto de la escuadra de Ganteaume se aprovechó del viento para adelantarse a la persecución que estaba en curso, antes de cruzarse en la trayectoria que Hallowell tenía previsto seguir a las ocho de la mañana. A menos que Hallowell pudiese evitar la trampa, su barco quedaría atrapado entre las dos divisiones francesas, donde sería aplastado. Hallowell continuó con sus intentos de escapada durante seis horas, pero los buques franceses eran demasiado rápidos. Las fuerzas dirigidas por Ganteaume se adelantaron al barco británico y después se lanzaron hacia él, por lo que, a las dos de la tarde, el Swiftsure estaba en serio peligro de quedar rodeado. Hallowell decidió que su única opción consistía en tratar de colarse entre los buques de la división de Ganteaume que le bloqueaban el paso a sotavento, los navíos de línea Indivisible —comandado por Pierre-Paulin Gourrège— y Dix-Août —bajo la dirección de Louis-Marie Le Gouardin— y la fragata Créole.
A las tres en punto de la tarde, mientras la división que se había separado de la flota de Ketih se acercaba rápidamente por la popa, Hallowell viró hacia el barco que navegaba justo delante del Swiftsure y trató de atravesar la popa del navío más retrasado, en un intento de enfilarlo y dejarlo inútil, propiciando así una situación de confusión que le permitiera escapar. Los capitanes franceses se percataron de la maniobra y las tres naves se pusieron de cara al buque británico según este se aproximaba. A las 15:30, los navíos de línea abrieron fuego. A lo largo del intercambio de disparos, los buques de guerra franceses pudieron maniobrar con mucha más facilidad que el gran Swiftsure. A las 16:37, tras más de una hora de disparos desde larga distancia, los cuales resultaron infructíferos, la llegada del Jean Bart y del Constitution convenció a Hallowell de que oponer más resistencia iba a ser inútil, por lo que arrió su bandera como señal de rendición.

## Posteridad
El Swiftsure sufrió importantes daños en sus mástiles, aparejos y velas a lo largo del intercambio de disparos, una estratagema planeada por los capitanes franceses con la intención de limitar la capacidad de maniobra del navío y evitar así su huida. Esto minimizó las bajas en la cubierta: dos hombres fallecieron y ocho resultaron heridos, de los cuales otros dos murieron más tarde a causa de las lesiones. Las pérdidas francesas, en cambio, fueron mayores, con cuatro bajas a bordo del Indivisible y seis fallecidos y 23 heridos en el Dix-Août, a pesar de que ninguno de los dos navíos sufrió daños mayores en la acción.
La flota de Ganteaume permaneció en las costas de Derna durante los seis días siguientes a la acción, a lo largo de los cuales llevó a cabo las reparaciones necesarias en los navíos que habían tomado parte con el objetivo de que estos pudieran volver a navegar. Algunos de los marineros de los barcos de la escuadra fueron destinados a la presa y, el 30 de junio, la fuerza de Ganteaume estaba lista para partir hacia el noroeste de nuevo; finalmente, arribó a Tolón sin más incidencias el 22 de julio. Ganteaume empleó la captura del Swiftsure como excusa de su fracaso a las hora de reforzar Egipto, el cual fue invadido y tomado por la fuerza expedicionaria británica durante la primavera y el verano de 1801. Aún cautivo, Hallowell redactó una carta que fue más tarde publicada en el Reino Unido en la que alababa el trato que tanto él como sus marineros habían recibido como prisioneros de guerra de Ganteaume y, un mes después, él y sus oficiales fueron liberados bajo libertad condicional. El 18 de agosto, se enfrentaron a una corte marcial a bordo del HMS Genereux en el puerto de Mahón, Menorca, con el fin de investigar la pérdida de su barco, pero fueron exculpados de todos los cargos.
Asimismo, Hallowell recibió elogios por haber obligado la separación del convoy, que, de lo contrario, también se habría perdido. Hallowell retomó su servicio naval en 1803, al comienzo de las Guerras Napoleónicas, durante las cuales, después de operar en el Caribe y en el Mediterráneo, fue ascendido al puesto de contraalmirante en 1811. El Swiftsure, uno de los cinco barcos de línea británicos que fueron capturados por los franceses durante toda la guerra, fue puesto en servicio de nuevo por la Marina nacional francesa y permaneció activo durante los cuatro años siguientes, hasta que fue capturado nuevamente en la batalla de Trafalgar, en 1805.